# Vattenförbund
Ett vattenförbund är en organisatorisk sammanslutning med uppgift att genom rensning, reglering eller andra vattenvårdande åtgärder främja en från allmän eller enskild synpunkt ändamålsenligt utnyttjande av vattnet i vattendrag, sjö eller annat vattenområde.